# Richard Hanson

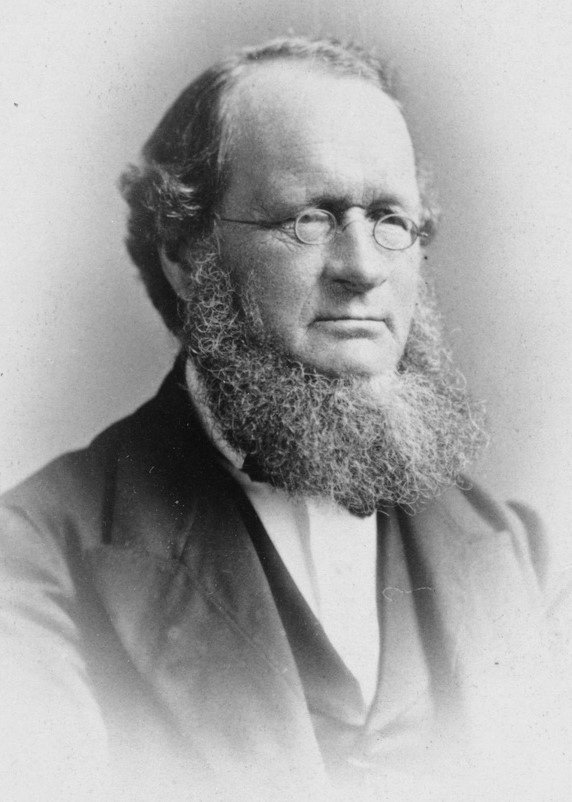
Sir Richard Hanson

Hon. Sir Richard Davies Hanson, Kt (* 6. Dezember 1805 in London; † 4. März 1876 in Mount Lofty, Adelaide, South Australia) war ein australischer Politiker, der zwischen 1851 und 1857 Mitglied des South Australian Legislative Council und von 1857 bis 1861 Mitglied des South Australian House of Assembly war. Er bekleidete des Weiteren zwischen 1857 und 1860 das Amt als Premierminister von South Australia. Danach war er von 1871 bis zu seinem Tode 1876 als Chief Justice of South Australia Präsident des Obersten Gerichtshofes und in dieser Funktion zwischen 1872 und 1873 Administrator und kommissarischer Gouverneur von South Australia.

## Leben

### Rechtsanwalt, Abgeordneter, Minister und Premierminister
Richard Davies Hanson wurde sehr früh Teil der Geschichte Südaustraliens, nachdem er sich an frühen Vorschlägen zur Gründung der Kolonie beteiligt hatte, reiste jedoch zunächst nach Kanada und dann nach Neuseeland, bevor er 1846 in Adelaide ankam. Er eröffnete sofort eine Anwaltskanzlei und wurde 1851 zum amtierenden Generalanwalt (Acting Advocate-General) der Kolonie ernannt. Am 2. Juli 1851 wurde er für den die gesamte Kolonie umfassenden Wahlkreis The Province zum Mitglied des South Australian Legislative Council gewählt und gehörte diesem bis zu dessen Auflösung am 2. Februar 1857 an. Er führte das erste Bildungsgesetz (Education Act) ein, war Mitglied des daraus resultierenden Bildungsausschusses (Education Board) und beteiligte sich an der Ausarbeitung der ersten Verfassung von Südaustralien. In der Regierung von Premier Boyle Finniss, der ersten in der Geschichte Südaustraliens, bekleidete er zwischen dem 24. Oktober 1856 und dem 21. August 1857 das Amt als Generalstaatsanwalt (Attorney-General). Bei der ersten Wahl am 9. März 1857 wurde er im neu geschaffenen Sechs-Personen-Wahlkreis City of Adelaide erstmals South Australian House of Assembly gewählt, des Unterhauses des Parlaments von South Australia, und vertrat diesen Wahlkreis bis zu seinem Mandatsverzicht am 20. November 1861, woraufhin Joseph Peacock diesen Wahlkreis übernahm.
Als Nachfolger von Robert Richard Torrens bildete Hanson am 30. September 1857 selbst eine Regierung und wurde damit vierter Premierminister von South Australia. In seiner Regierung übernahm er zwischen dem 30. September 1857 und dem 9. Mai 1860 auch wieder den Posten des Generalstaatsanwalts. Seine zweieinhalbjährige Amtszeit sollte die bis 1878 die längste in der Geschichte der Kolonie sein, obwohl er einmal zurücktrat und wieder eingesetzt wurde sowie sein Kabinett zweimal umbilden musste. Das bedeutendste Gesetz seiner Regierung war der von Torrens eingeführte Real Property Act von 1857/1858, der ein System für Eigentumstitel und -übertragung vorsah, das den Bedürfnissen der Kolonie weitaus besser entsprach als das ineffiziente und veraltete System, das sie aus Großbritannien eingeführt hatte. Während seiner Amtszeit erfolgten auch die Fertigstellung der Eisenbahnstrecke von Adelaide nach Gawler sowie der Beginn der Baumaßnahmen von Glenelg. Das erste Parlament wurde am 1. März 1860 aufgelöst und Hanson wurde nach der darauf folgenden Wahl, die vom 9. März bis zum 3. April 1860 stattfand, am 9. Mai 1860 von Thomas Reynolds abgelöst.

### Chief Justice of South Australiaund kommissarischer Gouverneur
Nach seinem Ausscheiden aus der Legislativversammlung löste Richard Hanson 1861 Sir Charles Cooper als Chief Justice of South Australia und damit als Präsident des Obersten Gerichtshofes ab. Er bekleidete dieses Amt bis zu seinem Tode am 4. März 1876, woraufhin Samuel Way seine Nachfolge antrat. Für seine Verdienste wurde er am 9. Juli 1869 als Knight Bachelor (Kt) nobilitiert, wodurch er fortan das Prädikat „Sir“ führte.
Als Chief Justice fungierte Sir Richard Hanson kraft Amtes nach dem Ende der Amtszeit des Gouverneurs von South Australia, James Fergusson, 6. Baronet, vom 6. Dezember 1872 bis zum Amtsantritt des neuen Gouverneurs Anthony Musgrave am 9. Juni 1873 als sogenannter „Administrator“ kommissarischer Gouverneur Südaustraliens. Er unterstützte nachdrücklich die Gründung der University of Adelaide am 6. November 1874. Er wurde deren erster Kanzler, starb jedoch am 4. März 1876, bevor er seine offizielle Antrittsrede halten konnte. Sein Nachfolger als Kanzler wurde daraufhin Augustus Short, der erste Bischof der Anglikanischen Kirche von Adelaide.

## Hintergrundliteratur
- H. Brown: Sir Richard Davies Hanson, Fred Johns Thesis, University of Adelaide, 1938
- Gregory Dening Taylor: Sir Richard Hanson, The Federation Press, Annandale 2013